# Gross
Gross je priimek več oseb:
- David Jonathan Gross, izraelsko-ameriški fizik
- Fran Gross (1851--?), glasbenik
- Hans Gross (1847--1915), avstrijski pravnik kriminolog
- Jan T.(omasz) Gross (*1947), poljsko-ameriški zgodovinar
- Jean-Charles-Marie-Joseph Gross, francoski general
- Josef Karl Gross, 1. raziskovalec Potočke zijalke (pred Srečkom Brodarjem)
- Josip Gross (1880--1972) Zagreb ?
- Peter Gross (1834--?), šolnik, pisatelj, pesnik, vrtnar, pedagoški pisec
- Samo Gross (*1962), karateist in športni delavec
- Stanislav Gross (1969--2015), češki politik in premier
- Šimen Gross (1892--1982), narodni delavec na Koroškem